# Bjarni Viðarsson
Pour les articles homonymes, voir Viðarsson.
Bjarni Þór Viðarsson est un footballeur international islandais, né le 5 mars 1988 à Reykjavik. Il évolue au poste de milieu offensif.

## Palmarès
Vierge

## Statistiques
| Saison    | Club            | Pays           | Championnat        | Coupes nationales | Coupes d'Europe | Islande |
| --------- | --------------- | -------------- | ------------------ | ----------------- | --------------- | ------- |
| 2006-2007 | Everton FC      | Premier League | -                  | -                 | -               | -       |
| 2006-2007 | AFC Bournemouth | League One     | 6 matchs / 1 but   | -                 | -               | -       |
| 2007-2008 | Everton FC      | Premier League | -                  | -                 | 1 match (C3)    | -       |
| 2007-2008 | FC Twente       | Eredivisie     | -                  | -                 | -               | -       |
| 2008-2009 | FC Twente       | Eredivisie     | -                  | -                 | -               | 1 match |
| 2009-2010 | KSV Roulers     | Jupiler League | 23 matchs / 6 buts | 5 matchs          | -               | -       |
| 2010-2011 | FC Malines      | Jupiler League | 15 matchs          | 3 matchs / 1 but  | -               | -       |
| 2011-2012 | FC Malines      | Jupiler League | -                  | -                 | -               | -       |
| 2012-2013 | Silkeborg IF    | SAS Ligaen     | 12 matchs / 1 but  | 2 matchs          | -               | -       |

Dernière mise à jour le 9 décembre 2012